# Развод
 Тази статия е за съдебното прекратяване на брака.  За военния термин вижте развод (военно дело).  
Развод се нарича официалното приключване на брака.
В България според Семейния кодекс развод може да бъде даден при молба на един или на двамата съпрузи. Развод се дава от съответния районен съд.

## В религиите

### Будизъм
Будизмът, за разлика например от християнството, не е религия, центрирана около семейството – съответно независимо от причините няма доктрини върху институционалните връзки. Подобни причини могат да бъдат ролята на непривързаността (в будизма) и собственото търсене на просветление. Будизмът не гледа на брака като на религиозен акт, задължение или ангажимент, а напротив – на брака се гледа като на светски въпрос. Що се отнася до развода се предполага, че една будистка двойка (ако и двамата партньори са будисти), спазваща етичните принципи на будизма, не би имала необходимост от развод, но ако по някаква причина се загуби общата хармония, взаимност или в се стигне до насилие, раздялата (разводът) е предпочитан избор.

### Християнството
Упоменаване на развод може да се прочете още в Новия Завет. Исус Христос определя единствената причина за развод – съпружеската измяна. „И казвам ви: Който напусне жена си, освен за прелюбодейство, и се ожени за друга, той прелюбодействува; и който се ожени за нея, когато бъде напусната, прелюбодействува.“ (Евангелие от Матей 19:9).
Православната църква разширява понятието и причините за развод и в днешно време в Православната църква е прието да се даде развод при следните причини, освен прелюбодеяние: отказване на съпруга или съпругата от православието (смяна и приемане на друга религия), противоестествени пороци, неспособност за брачно съжителство, опит за самоубийство, неизлечима психическа болест (Руска православна църква).
Католическата църква абсолютно не допуска църковен развод, втори брак може да се сключи само при смърт на единия от съпрузите.

### Ислям
В исляма разводът не се поощрява, но се допуска. Началото на бракоразводния процес става с трикратно заявление от съпруга за намерението да се разведе. Процедурата на развода е доста сложна, тъй като целта на законите на шериата е да се примирят развеждащите се.